# 1391
1391 (MCCCXCI) fue un año común comenzado en domingo del calendario juliano, en vigor en aquella fecha.

## Acontecimientos
- 23 de marzo: en la actual frontera francosuiza, a unos 30 km al suroeste de Basilea, se registra un terremoto. Se desconoce el número de víctimas fatales.
- 25 de junio: tiene lugar la batalla de Alessandria.
- Revuelta antijudía de 1391.
- Muchos judíos dejan Barcelona después de las matanzas de este año, otros deciden quedarse allí pese a todo.
- La Corona de Aragón pierde su dominio sobre el ducado de Atenas.
- Los turcos cruzan el río Danubio y se adentran en Valaquia. Mircea el Viejo se alía con los húngaros para repeler la invasión.
- Lérida: decreto aceptado de la disección humana

## Fallecimientos
- 16 de enero:Muhammed V de Granada, octavo soberano nazarí de Granada (1354-1359), y en un segundo reinado, (1362-1391).
- 16 de febrero: Juan V Paleólogo, emperador bizantino.